# Strażnica KOP „Zalesie”

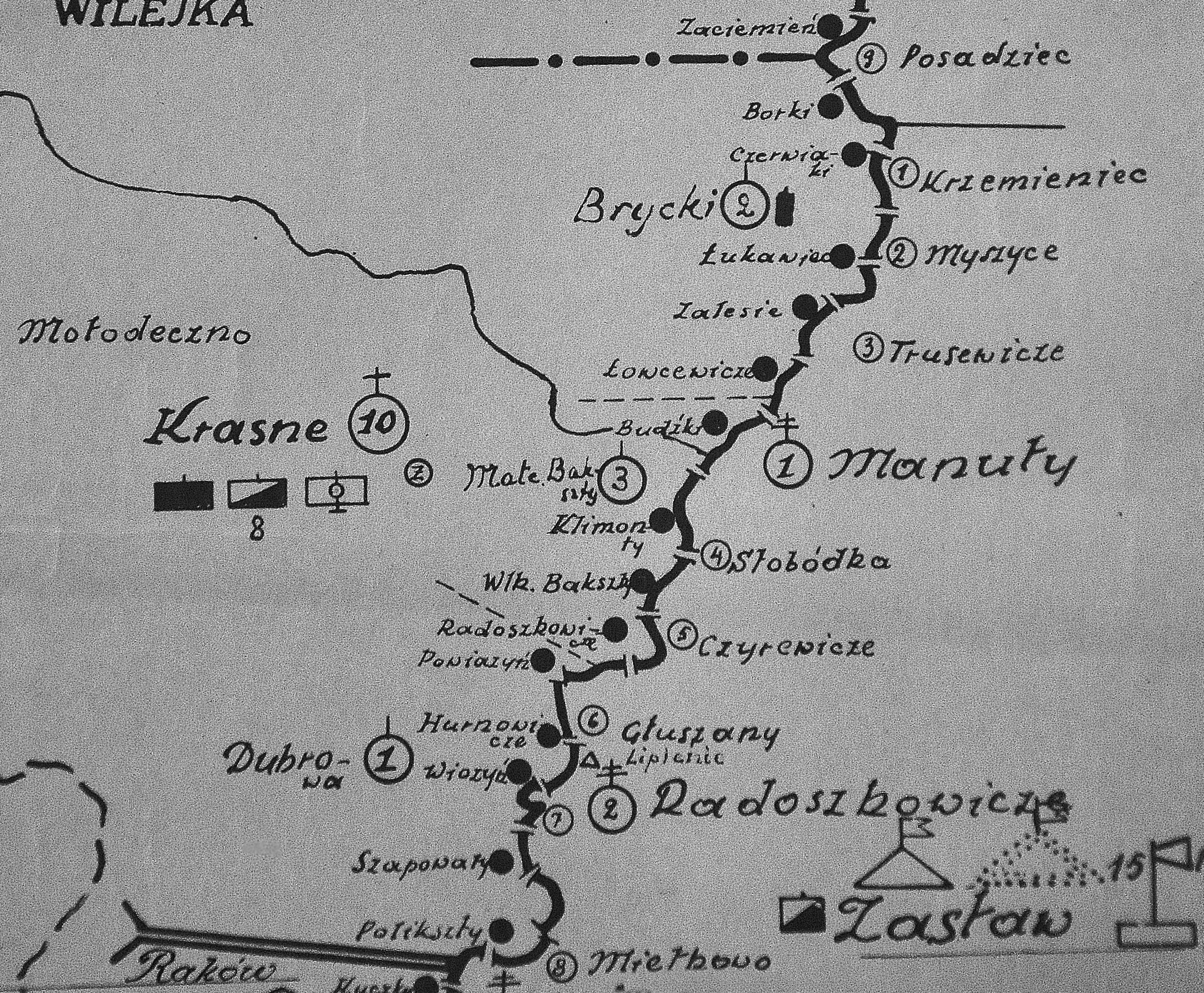
Rozmieszczenie batalionu KOP „Krasne” w 1931

Strażnica KOP „Zalesie” – zasadnicza jednostka organizacyjna Korpusu Ochrony Pogranicza pełniąca służbę ochronną na granicy polsko-sowieckiej.

## Formowanie i zmiany organizacyjne
W 1924 w składzie 3 Brygady Ochrony Pogranicza, został sformowany 10 batalion graniczny. W 1928 w skład batalionu wchodziło 17 strażnic. Strażnica KOP „Zalesie” w latach 1928–1939 znajdowała się w strukturze 2 kompanii KOP „Bryckie”  batalionu KOP „Krasne”. Strażnica liczyła około 18 żołnierzy i rozmieszczona była przy linii granicznej z zadaniem bezpośredniej ochrony granicy państwowej.
W 1932 obsada strażnicy zakwaterowana była w budynku KOP. Strażnicę z macierzystą kompanią łączyła droga polna długości 11 km.

## Służba graniczna
Podstawową jednostką taktyczną Korpusu Ochrony Pogranicza przeznaczoną do pełnienia służby ochronnej był batalion graniczny. Odcinek batalionu dzielił się na pododcinki kompanii, a te z kolei na pododcinki strażnic, które były „zasadniczymi jednostkami pełniącymi służbę ochronną”, w sile półplutonu. Służba ochronna pełniona była systemem zmiennym, polegającym na stałym patrolowaniu strefy nadgranicznej, wystawianiu posterunków alarmowych, obserwacyjnych i kontrolnych stałych, patrolowaniu i organizowaniu zasadzek w miejscach rozpoznanych jako niebezpieczne, kontrolowaniu dokumentów i zatrzymywaniu osób podejrzanych, a także utrzymywaniu ścisłej łączności między oddziałami i władzami administracyjnymi. Strażnice KOP stanowiły pierwszy rzut ugrupowania kordonowego Korpusu Ochrony Pogranicza.
Strażnica KOP „Zalesie” w 1932 ochraniała pododcinek granicy państwowej szerokości 6 kilometrów 450 metrów od słupa granicznego nr 506 do 514, a w 1938 pododcinek szerokości 10 kilometrów 450 metrów od słupa granicznego nr 497 do 512.
Sąsiednie strażnice:
- strażnica KOP „Łukawiec” ⇔ strażnica KOP „Łowcewicze” - 1928[2], 1929[3], 1931[4]
- strażnica KOP „Baturyn” ⇔ strażnica KOP „Łowcewicze” - 1932[11], 1934[6]
- strażnica KOP „Borki” ⇔ strażnica KOP „Łowcewicze” - 1938[7]